# 26 серпня
26 серпня — 238-й день року (239-й у високосні роки) у григоріанському календарі. До кінця року залишається 127 днів.

## Свята і пам'ятні дні

### Національні
- Україна: День авіації України. Відзначається щорічно згідно з Указом Президента (№ 305/93 від 16 серпня 1993 р., зі змінами, внесеними відповідно до Указу Президента № 119/96 від 10 лютого 1996 р.)
- Аргентина:
  - День акторів.
  - День Солідарності. (на честь дня народження Матері Терези).
- Намібія: День героїв.
- США:
  - День рівності жінок. (Women's Equality Day)
  - Національний день собак. (2004)
- Іран: День трудящих.

### Релігійні

#### Християнство
Католицизм
- День Пророка Мелхіседека.
- День Белзької Божої Матері.
- День Святої Марії від Розіп'ятого Ісуса.

Православ'я
- Мучеників Адріана і Наталії.

Англіканство

## Іменини
Адріан, Наталія

## Події

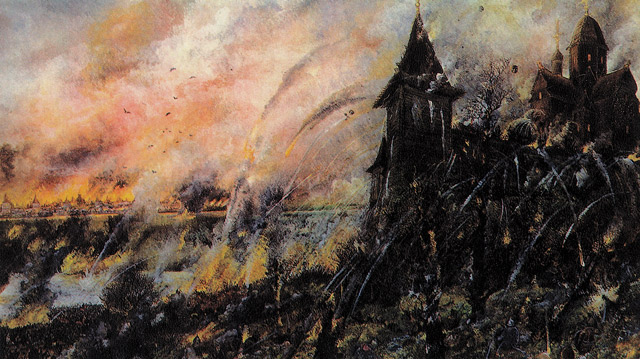
Похід Тохтамиша на Москву у 1382 р.

- 1071 — у битві поблизу Манцикерту турки-сельджуки на чолі з Алп-Арсланом розгромили візантійську армію імператора Романа IV Діогена і взяли його в полон.
- 1278 — відбулася битва під Дюрнкрутом, найбільша битва лицарських часів у Європі. Сили короля Німеччини Рудольфа I та короля Угорщини Ласло IV Куна розгромили війська короля Богемії Пржемисла Отакара II.Похід Тохтамиша на Москву у 1382 р.
- 1382 — золотоординський хан Тохтамиш захопив Москву, пограбував і спалив її, відновивши залежність земель Московського князівства від Орди.
- 1498 — Мікеланджело одержав замовлення на створення скульптурної групи для собору святого Петра в Римі. «П'єта», чи «Оплакування Христа», виконана з цільного блоку каррарського мармуру, стала одним із найзнаменитіших його творінь.
- 1657 — у Чигирині Гетьманом України (до повноліття Юрія Хмельницького) обрано Івана Виговського.
- 1728 — Вітус Беринг відкрив протоку між Азією й Америкою, що одержала назву Берингова протока.
- 1789 — прийняття Декларації прав людини і громадянина Установчими зборами в Королівстві Франція.
- 1791 — американець Джон Фітч запатентував пароплав, продемонстрований ще 4 роками раніше.
- 1813 — почалася Дрезденська битва. Наступного дня Наполеон переміг союзну прусько-австро-російську армію.
- 1833 — члени експедиції Джона Росса виявлені на острові Баффін (арктична Канада) після трьох років проживання серед місцевих племен.
- 1847 — проголошена Республіка Ліберія — перша незалежна держава в чорній Африці.
- 1907 — закований у ланцюг і кинутий у воду ілюзіоніст Гаррі Гудіні сплив на поверхню через 57 секунд.
- 1914 — засновано футбольний клуб Палмейрас.
- 1918 — Волт Дісней підробив свої документи, «збільшивши» собі вік, щоб піти на службу в Червоний Хрест.
- 1918 — дипломатичні представники Української Держави й Османської імперії обмінялися грамотами з нагоди ратифікації Брестського мирного договору.
- 1926 — в Королівстві Італія створений футбольний клуб «Фіорентина».
- 1939 — Гітлер пред'явив Польщі ультиматум з вимогою передати Німеччині Данциг (Гданськ)/
- 1939 — в Римі відбувся ІІ Великий збір Українських націоналістів, що ухвалив політичну програму Організації українських націоналістів, головою ОУН переобрано А. Мельника.
- 1945 — Українська РСР ратифікувала Статут ООН.
- 1946 — вийшла у світ книга Джорджа Орвелла «Колгосп тварин».
- 1946 — Норма Джин Мортенсон Бейкер підписала контракт із кіностудією XX Century Fox, взявши сценічний псевдонім Мерилін Монро.
- 1968 — у США вийшов сингл The Beatles «Hey Jude» — перший продукт створений групою фірми грамзапису «Apple Records».
- 1970 — останній виступ американського рок-музиканта Джимі Гендрікса.
- 1972 — у Мюнхені відкрилися XX Олімпійські ігри. Спортивні змагання затьмарив терористичний акт проти ізраїльських спортсменів.
- 1991 — почалася позачергова сесія парламенту СРСР. Припинено діяльність КПРС на всій території країни.
- 1991 — Президія Верховної Ради УРСР ухвалила рішення про тимчасове припинення діяльності Компартії України.

## Народились
Дивись також Категорія:Народились 26 серпня
- 1728 — Йоганн Генріх Ламберт, німецький фізик, астроном, математик і філософ
- 1740 — Жозеф Мішель Монгольф'є, француз, старший з двох братів Монгольф'є, які 1783 року піднялися в повітря на повітряній кулі, наповненій гарячим повітрям.
- 1743 — Антуан Лоран Лавуазьє, французький вчений, один із засновників сучасної хімії.
- 1873 — Лі де Форест, американський винахідник, прозваний «батьком радіо», бо винайшов ламповий детектор і підсилювач — основу радіо «дотранзисторного століття».
- 1880 — Ґійом Аполлінер, французький поет, художник, критик. Один з основоположників літературного авангарду.
- 1895 — Єжи Курилович, польський лінгвіст родом з Станіславова, один з найвідоміших лінгвістів XX століття.
- 1910 — Блаженна мати Тереза, католицька черниця, засновниця доброчинних місій, лауреатка Нобелівської премії миру за 1979 рік.
- 1914 — Хуліо Кортасар, аргентинський письменник і поет, представник напрямку «магічний реалізм» («Останній раунд», «Книга Мануеля»).
- 1944 — Рон Хульдаї, ізраїльський політичний діяч, мер Тель-Авіва.
- 1957 — Доктор Албан, шведський поп-співак нігерійського походження.
- 1966 — Шерлі Менсон, шотландська співачка, обличчя й голос американської групи Garbage.
- 1969 — Едріен Янг, барабанщик американської групи No Doubt.
- 1980 — Маколей Калкін, американський кіноактор («Сам удома»).
- 1980 — Кріс Пайн, американський кіноактор.

## Померли
Дивись також Категорія:Померли 26 серпня
- 1723 — Антоні ван Левенгук, голландський натураліст.
- 1865 — Йоганн Франц Енке, німецький астроном.
- 1910 — Вільям Джеймс, американський психолог і філософ, один із найвидатніших представників прагматизму, за освітою лікар. Старший брат письменника Генрі Джеймса.
- 1989 — Ірвінг Стоун (Танненбаум), американський письменник автор художніх біографій знаменитих історичних постатей.
- 1998 — Фредерік Райнес, американський фізик, професор, лауреат Нобелівської премії з фізики.
- 2004 — Лора Бреніґен, американська співачка, акторка, авторка пісень.
- 2006 — Євген Кучеревський, український футбольний тренер.
- 2017 — Тоуб Гупер, американський режисер.